# صوباشي
الصوباشي (بالتركية: Subaşı)‏ لفظ فارسي مكون من كلمتين هما «صو» بمعنى: الجند وباشي بمعنى: «رئيس»،  وكانت هذه الرتبة موجودة في مواضع كثيرة منها رئيس فرقة من السباهية، وهي فرقة من الفرسان العسكرية العثمانية، أو رئيس البلدة، أو رئيس القلعة، ويُطلق أيضا على القائم بأعمال البلدية في الأقضية والنواح، وله معان أخرى متعددة.
كان يتم تعيين 7 صوباشية من بين فرقة فرسان «العلوفجية» الخاصين بالسلطان العثماني.
الصوباشي (بالتركية: subaşı ، الألبانية: subash ، الصربية الكرواتية: subaša) كان عنوانًا للحاكم العثماني يستخدم لوصف المناصب المختلفة داخل التسلسل الهرمي العثماني. أُعطي هذا اللقب لحاملي التيمار العثمانيين الذين لهم أكثر الحق في استخراج أكثر من 15000 من الضرائب في السنة، أو يُعطى لمساعدي السنجق باي. كما تم استخدام المصطلح أيضًا للإشارة إلى قائد المدينة أو القلعة في الإمبراطورية العثمانية، وهي صيغة قديمة لقائد الشرطة. اللقب الموجود بين عائلات البلقان: سوباسا أو سوباشيتش، مشتق من هذا اللقب.

## الصوباشي
كلمة تركية عثمانية كانت مستخدمة بمعني «القائد» في جميع الدول التركية تقريبًا. في اللغة التركية، كلمة "sü" تعني الجندي والجيش. يختلف استخدام هذا المصطلح وفقًا لتقاليد الدولة والظروف التي توجد فيها، ولكن بطبيعة الحال، فإن وظيفة الصوباشي مهمة بالغة الأهمية. يتم البحث عن عدد من الميزات الخاصة في الشخص الذي سيتم تعيينه صوباشي. من بين ذلك مجموعة متنوعة من الخصائص مثل الخبرة في الأمور العسكرية، لا سيما في التكتيكات العسكرية، رشيق، شجاع، كريم، متواضع، لديه آراء سياسية واستراتيجية، متبع للعادات والتقاليد، كونه ماهرًا في استخدام والأسلحة، وامتلاك العلم والحكمة.
في الفترات المبكرة للإمبراطورية العثمانية، كانت ذلك المنصب يستخدم لقائد قوات حرس المدينة، وكان يُنظر إليه على أنه إضفاء الطابع الرسمي على فتح المدينة المذكورة. ثانيًا. في عهد السلطان محمد الفاتح، تضاءلت أهميتها وضاقت واجباتها، ولكن تم توسيع مهامها. أصبح رتبة «صوباشيلار» هي المرتبة التالية بعد رئيس سنجق وقاضي. يُعتقد أن هذا التطور في مهام الوظيفة قد تأثر بتبني العثمانيين لنظام المؤسسات البيزنطية. منذ منتصف القرن الخامس عشر، كان الصوباشية يعتبرون أكثر مسؤولية عن ضمان النظام العام في مناطقهم، وكانوا يمثلون «السنجق بك» (الحاكم المحلي) في الحوادث. وعادة ما كان يتم إعطائهم إقطاعية خاصة بهم.